# Liste der Monuments historiques in Migron
Die Liste der Monuments historiques in Migron führt die Monuments historiques in der französischen Gemeinde Migron auf.

## Liste der Bauwerke
| Bezeichnung       | Beschreibung                        | Standort | Kennzeichnung | Schutzstatus | Datum | Bild           |
| ----------------- | ----------------------------------- | -------- | ------------- | ------------ | ----- | -------------- |
| Château-Couvert   | Schloss aus dem 16./17. Jahrhundert | (Lage)   | PA00105305    | Inscrit      | 1989  |                |
| Kirche St-Nazaire | Erbaut im 12. Jahrhundert           | (Lage)   | PA00104807    | Classé       | 1907  | weitere Bilder |

## Liste der Objekte
| Bezeichnung                  | Beschreibung    | Standort                        | Kennzeichnung | Schutzstatus | Datum | Bild |
| ---------------------------- | --------------- | ------------------------------- | ------------- | ------------ | ----- | ---- |
| Trauerband (Litre funéraire) | 17. Jahrhundert | in der Kirche St-Nazaire (Lage) | PM17001858    | Inscrit      | 1999  |      |